# Elif (Musikerin)

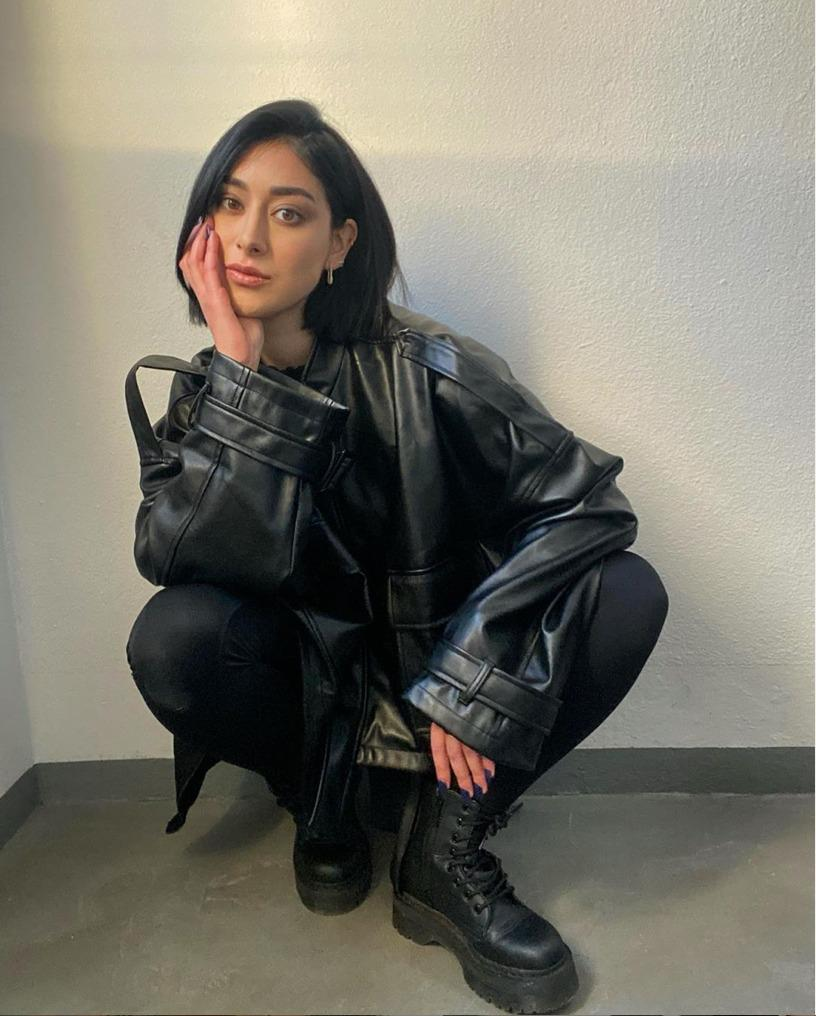
Elif Demirezer (2020)

Elif (* 12. Dezember 1992 in Berlin; bürgerlich Elif Demirezer) ist eine deutsche Musikerin und Songschreiberin mit türkischen Wurzeln.

## Leben
Elif wurde als Tochter türkischer Einwanderer in Berlin geboren und hat drei Geschwister. Ihre Eltern kamen 1985 aus Adana nach Deutschland. Sie wuchs mit drei Geschwistern im Berliner Stadtteil Moabit auf und ging bis Mitte 2010 auf das Oberstufenzentrum für Kommunikations-, Informations- und Medientechnik. Neben Auftritten in der Musical- und Chor-AG ihrer Schule sowie Gitarrenunterricht, schrieb sie bereits als Teenager ihre ersten eigenen Lieder.

### Beginn beiPopstars
2009, mit 16 Jahren, bewarb sich Demirezer bei der achten Staffel der ProSieben-Castingshow Popstars mit ihrem eigenen Song Fliegen. Den Recall durfte sie überspringen, da ihr Kate Hall im Casting das Goldene Mikrofon für die beste gesangliche Leistung überreicht hatte. In der Sendung trat sie gemeinsam mit den All American Rejects (The Wind Blows) sowie Cassandra Steen (Never Knew I Needed) auf und belegte gemeinsam mit ihrem Partner Niklas Dennin den zweiten Platz im Finale.
| Elif Demirezers Auftritte in Popstars                                        | Elif Demirezers Auftritte in Popstars | Elif Demirezers Auftritte in Popstars |
| Show                                                                         | Lied                                  | Originalinterpret                     |
| ---------------------------------------------------------------------------- | ------------------------------------- | ------------------------------------- |
| Casting 10. September 2009                                                   | Fliegen I Caught Myself               | Eigenkomposition Paramore             |
| Bewährungsshow Elif und Agi vs. Esra und Julia 17. September 2009            | Stone Cold Sober                      | Paloma Faith                          |
| 1. Workshopwoche Elif, Elena, Esra und Manuela 24. September 2009            | Waking Up in Vegas                    | Katy Perry                            |
| 2. Workshopwoche Elif und Niklas 1. Oktober 2009                             | Another Way to Die                    | Jack White und Alicia Keys            |
| 3. Workshopwoche Elif und Aytug vs. Marc und Julia 8. Oktober 2009           | Beautiful Liar                        | Beyoncé Knowles und Shakira           |
| 4. Workshopwoche Elif, Sandra, Andy, Esra, Daniel 15. Oktober 2009           | The Scientist                         | Coldplay                              |
| 5. Workshopwoche Aytug und Manuela vs. Elif und Sandra 22. Oktober 2009      | Burning Down the House                | Talking Heads                         |
| Las Vegas – New York Niklas und Elif 29. Oktober 2009                        | Free Fallin’                          | Tom Petty                             |
| Las Vegas – New York Elif und Dagmara 29. Oktober 2009                       | Love Story                            | Taylor Swift                          |
| 1. Bandhauswoche Elif und Manu vs Sandra und Valentina 5. November 2009      | Bulletproof                           | La Roux                               |
| 2. Bandhauswoche Elif und Marc 12. November 2009                             | Rehab                                 | Rihanna                               |
| 3. Bandhauswoche Elif, Niklas und The All American Rejects 19. November 2009 | The Wind Blows                        | The All American Rejects              |
| 1. Finalphase Elif und Niklas 26. November 2009                              | Shadow of the Day                     | Linkin Park                           |
| 1. Finalphase Elif und Niklas 26. November 2009                              | How to Save a Life                    | The Fray                              |
| 2. Finalphase Elif und Niklas 3. Dezember 2009                               | Free Fallin’                          | Tom Petty                             |
| 2. Finalphase Elif und Niklas 3. Dezember 2009                               | Too Perfect                           | Hanne Sørvaag                         |
| Halbfinale Elif, Niklas und Cassandra Steen 8. Dezember 2009                 | Never Knew I Needed                   | Cassandra Steen und Ne-Yo             |
| Halbfinale Elif, Niklas, Leonardo, Vanessa und Leona Lewis 8. Dezember 2009  | Run                                   | Leona Lewis                           |
| Finale Elif und Niklas 10. Dezember 2009                                     | We Are Broken                         | Paramore                              |
| Finale Elif, Niklas und Rihanna 10. Dezember 2009                            | Don’t Stop the Music                  | Rihanna                               |
| Finale Elif, Niklas, Leonardo und Vanessa 10. Dezember 2009                  | Too Perfect                           | Hanne Sørvaag                         |

### Solokarriere

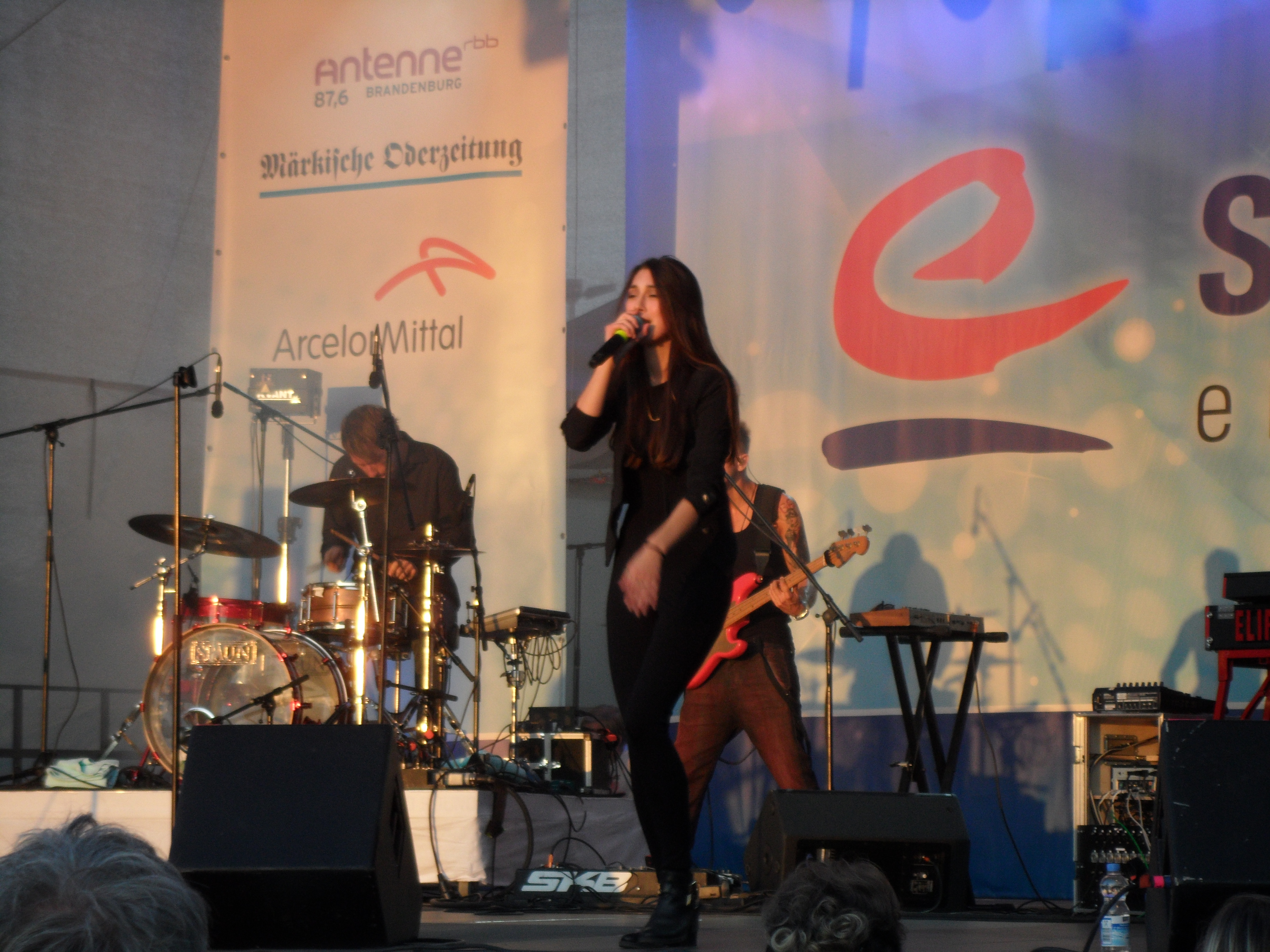
Elif 2013 in Eisenhüttenstadt

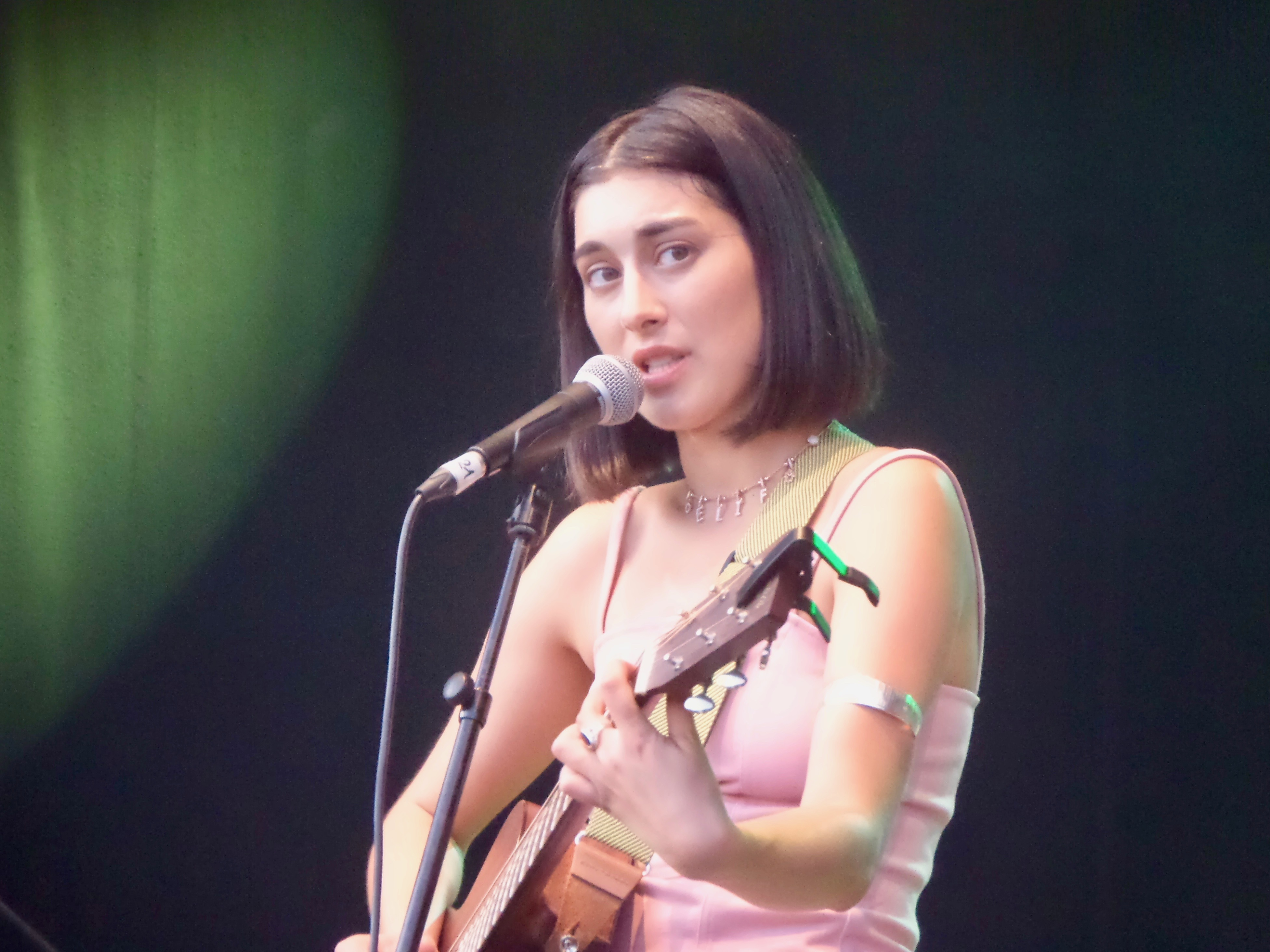
Elif auf dem Oldenburger Kultursommer 2019

In der Folgezeit verstärkte Elif ihre Internetpräsenz bei Facebook und YouTube, wo sie ihre eigenen Lieder vorstellt, die vornehmlich in deutscher Sprache sind. Nebenbei betätigte sie sich als Bloggerin beim Webradio I Love Radio. Im November 2011 trat sie mit dem Lied Nichts tut für immer weh bei Inas Nacht auf. 2011 wurde Tim Bendzko auf sie aufmerksam, der sie 2012 mit auf seine Novembertour durch deutsche Clubs nahm. Im Februar 2013 trat Elif im Vorprogramm von Ronan Keatings Deutschlandtournee auf. Im März 2013 erschien bei Universal ihre erste Single Unter meiner Haut, die Mitte April auf Platz 80 der deutschen Singlecharts einstieg. Zuvor wirkte sie beim Radiofestival hr3@night mit. Im April und Mai 2013 trat sie im Vorprogramm von Bosse auf. Am 7. April 2013 gehörte Elif neben Seeed, Blumio, Glasperlenspiel und Andreas Bourani zu den Künstlern, die beim Gedenkkonzert I am Jonny – Stimmen für unseren Bruder für den 2012 getöteten Berliner Jonny K. im Admiralspalast auftraten.
Anfang August 2013 erschien die Single 200 Tage Sommer. Das Video, das Elif zusammen mit einem zahmen Elefanten auf der Insel Sri Lanka zeigt, entstand unter der Regie von Justin Kruse, der bereits Musikvideos mit Ivy Quainoo, Max Herre, Max Prosa, Leslie Clio und Joy Denalane gedreht hatte. Im April 2013 veröffentlichte Elif das Lied Unter meiner Haut. Der Track stellt ihre erste Single-Chartplatzierung dar. Ende August 2013 erschien das gleichnamige Debütalbum, das von Demirezer selbst und Philipp Schwär produziert wurde. Es erreichte Platz 23 der deutschen Albumcharts. Im Januar 2014 absolvierte Elif ihre erste eigene Tour durch Clubs in acht deutschen Städten. Im Jahr 2015 wurde Unter meiner Haut vom deutschen DJ-Duo Gestört aber geil gemeinsam mit Koby Funk und Wincent Weiss geremixt. Der Remix stieg bis auf Platz 6 der deutschen und Platz 49 der österreichischen Singlecharts. Im September 2015 veröffentlichte Elif eine Coverversion des Karussell-Titels Als ich fortging, der als Titellied für die dreiteilige ARD-Dokumentation Soundtrack Deutschland verwendet wurde. Zusammen mit Max Giesinger nahm Elif das Lied Ins Blaue auf, das im April 2016 auf Giesingers Album Der Junge, der rennt sowie auf der Single Ins Blaue veröffentlicht wurde.
Am 5. Juni 2016 nahm sie neben Seeed, Max Herre, Megaloh, Clueso, Cro, Joy Denalane, Namika, MoTrip, Samy Deluxe und zahlreichen anderen deutschen Künstlern beim Peace × Peace Festival zugunsten von UNICEF in der Berliner Waldbühne teil. Hier stellte sie erstmals den Titel Auf halber Strecke vor, der am 2. September 2016 als Single veröffentlicht wurde. Am 26. Mai 2017 erschien Elifs zweites Album Doppelleben, das sie erstmals auf ihrer Clubtour im Februar 2017 vorgestellt hatte. Produziert wurde das Album von Tim Uhlenbrock.
Im Dezember 2017 nahm Elif gemeinsam mit zahlreichen anderen deutschen Künstlern, darunter Herbert Grönemeyer, Sasha, Wolfgang Niedecken, Balbina, Silbermond und Lukas Rieger, am Projekt Gemeinsam Mehr Bewegen teil, bei dem das Lied Happy Xmas (War Is Over) von John Lennon als deutschsprachige Coverversion aufgenommen wurde.
2018 trat Elif als Duettpartnerin und Backgroundsängerin bei der MTV Unplugged Tour von Peter Maffay auf.
2019 war Elif Jurymitglied beim KiKA-Komponistenwettbewerb Dein Song.
Nach einer längeren Pause nahm sie im Januar 2020 mit dem Rapper Samra die Videosingle Zu Ende auf, die Platz 4 der deutschen Singlecharts erreichte und auf Samras Debütalbum Jibrail & Iblis erschien. Anfang September veröffentlichte sie die zweite Single mit Samra, Augen Zu, welche sich auf Platz 9 der deutschen Charts platzieren konnte. Gleichzeitig erschien ihr drittes Studioalbum mit dem Titel Nacht. Das Album enthält 16 Lieder, wovon neun zuvor als Videosingle ausgekoppelt wurden. Auf Songs wie Nur mir und Du tust mir nicht gut thematisiert sie ihre Beziehung mit ihrem Ex-Freund. Ihren Aussagen zufolge habe dieser sie ständig heruntergemacht und so ihr Selbstbewusstsein weggenommen, wodurch sie letztendlich depressiv geworden sei und was dann zu der längeren Pause ohne Musik geführt habe. Neben Samra ist auch der Rapper Azad auf dem Album vertreten. Nacht konnte sich auf Rang 7 der offiziellen deutschen Albumcharts platzieren. Anfang Dezember veröffentlichte sie eine gemeinsame Videosingle mit dem Rapper Mero. Der Song erreichte in einer Woche, in der 15 der 20 bestplatziertesten Singles Weihnachtslieder waren, Platz 14 der deutschen Singlecharts.
Anfang 2021 war sie Gastinterpretin bei der Single Highway der Rapperin Katja Krasavice für deren zweites Album Eure Mami. Das Musikvideo hatte nach einer Woche fast drei Millionen Aufrufe bei YouTube und konnte sich auf Platz eins der deutschen Singlecharts platzieren.
Im Mai 2021 trat sie beim Free European Song Contest, einem auf dem deutschen Fernsehsender ProSieben ausgestrahlten Musikwettbewerb, auf und vertrat dort die Türkei mit einem Remix zu ihrem Lied Alles Helal. Sie erreichte mit insgesamt 68 Punkten den sechsten Platz. Mit den Punkten der Jury allein wäre sie auf dem neunten Platz gelandet. Von den Zuschauern in Deutschland bekam Elif die zweitmeisten Stimmen. Für ihren Auftritt ließ sie sich ihr linkes Auge blau schminken, um auf die Gewalt gegenüber Frauen in der Türkei aufmerksam zu machen.

„Ich wollte die Chance nutzen, um für alle Menschen – die unsichtbar und stumm gemacht werden – zu singen und die Zuschauer_innen auf die Unfreiheit und Gewalt an Frauen und LGBTQIA+-Mitgliedern in der Heimat meiner Eltern aufmerksam zu machen.
Natürlich ist das kein reines, türkisches Problem. Das gibt es überall auf der Welt, in jeder Kultur, Religion und Schicht. Aber in der Türkei ist die Situation besonders schlimm. Der Austritt aus der Istanbul-Konvention ist ein weiterer Rückschritt. Frauen erleben Gewalt, weil sie frei und selbstbestimmt sein wollen.“

Ab dem 7. Oktober 2021 war Elif Coach der Comeback-Stage der elften Staffel von The Voice of Germany. Mit ihrem Talent Linda Elsener erreichte sie den vierten Platz. 2021 schrieb sie mit Clueso den Titel Mond. 2021 war sie Teilnehmerin in der Spieleshow Joko & Klaas gegen ProSieben. Von April bis Juni 2022 ist Elif Teilnehmerin an der neunten Staffel der Sendung Sing meinen Song – Das Tauschkonzert. Im Frühjahr 2022 veröffentlichte sie die Singles Mein Babe und Bomberjacke. Im Mai desselben Jahres wurde die Single Beifahrersitz veröffentlicht.
2022 schrieb Elif den Song Alles Ok für einen Werbespot der AOK. Anfang Februar 2023 erschien ihr viertes Soloalbum Endlich tut es wieder weh.

## Diskografie
Studioalben

| Jahr | Titel Musiklabel                              | Höchstplatzierung, Gesamtwochen, AuszeichnungChartplatzierungen (Jahr, Titel, Musiklabel, Platzierungen, Wochen, Auszeichnungen, Anmerkungen) | Höchstplatzierung, Gesamtwochen, AuszeichnungChartplatzierungen (Jahr, Titel, Musiklabel, Platzierungen, Wochen, Auszeichnungen, Anmerkungen) | Höchstplatzierung, Gesamtwochen, AuszeichnungChartplatzierungen (Jahr, Titel, Musiklabel, Platzierungen, Wochen, Auszeichnungen, Anmerkungen) | Anmerkungen                             |
| Jahr | Titel Musiklabel                              | DE | AT | CH | Anmerkungen                             |
| ---- | --------------------------------------------- | --- | --- | --- | --------------------------------------- |
| 2013 | Unter meiner Haut Vertigo Records (UMG)       | DE23 (2 Wo.)DE | — | — | Erstveröffentlichung: 30. August 2013   |
| 2017 | Doppelleben Vertigo Records (UMG)             | DE18 (2 Wo.)DE | AT62 (1 Wo.)AT | — | Erstveröffentlichung: 26. Mai 2017      |
| 2020 | Nacht Jive Records (Sony)                     | DE7 (4 Wo.)DE | AT18 (2 Wo.)AT | CH45 (2 Wo.)CH | Erstveröffentlichung: 4. September 2020 |
| 2023 | Endlich tut es wieder weh Jive Records (Sony) | DE5 (3 Wo.)DE | AT15 (1 Wo.)AT | CH16 (1 Wo.)CH | Erstveröffentlichung: 3. Februar 2023   |

## Auszeichnungen
Bravo Otto
- 2020: in der Kategorie „Newcomer/Breakthrough“ (Bronze)[6][7]

Deutscher Musikautorenpreis
- 2019: in der Kategorie „Nachwuchs (Sparte U)“[8]

## Filmografie

### Fernsehen
- 2009: Popstars (Teilnehmerin)
- 2017: Zärtlichkeiten im Bus (Gastauftritt)
- 2021: Aspekte: Heimatland Almanya
- 2021: Free European Song Contest (Teilnehmerin)
- 2021: The Voice of Germany (Comeback Stage-Coach)
- 2022: Sing meinen Song – Das Tauschkonzert (Mitwirkende) [inkl. die Elif-Story]
- 2023: Joko & Klaas gegen Prosieben (Mitwirkende)
- 2023: Schlag den Star (Musikauftritt)
- 2023: That’s My Jam (Gastauftritt)

### Webproduktionen
- 2017: Germania (1 Folge)